# Korb (Württemberg)
Korb ist eine Gemeinde im Rems-Murr-Kreis in Baden-Württemberg. Sie gehört zur Region Stuttgart (bis 1992 Region Mittlerer Neckar) und zur europäischen Metropolregion Stuttgart.

## Geografie

Panoramaansicht auf Korb vom Kleinheppacher Kopf

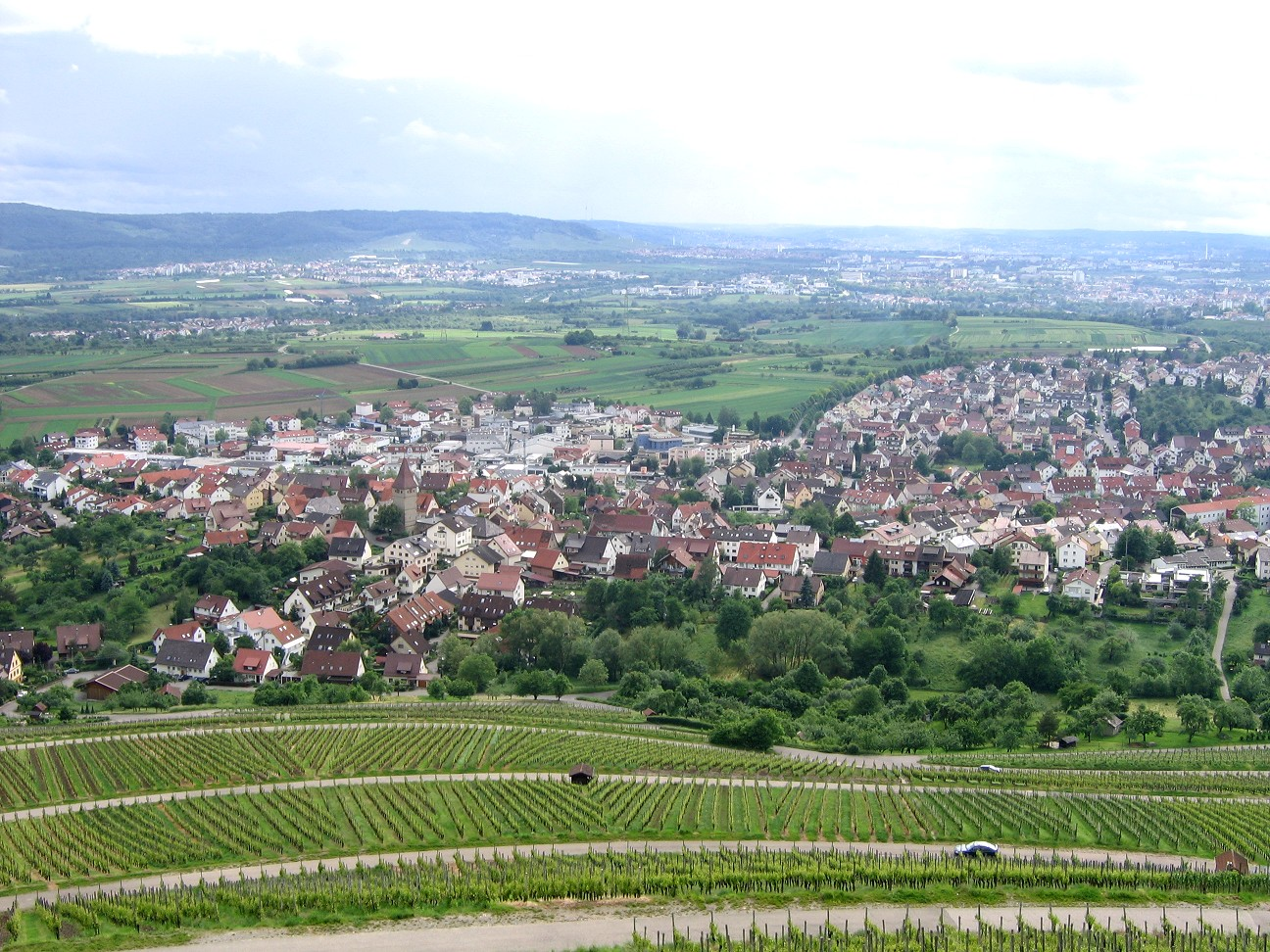
Blick auf Korb vom Hörnleskopf

### Geografische Lage
Korb liegt unmittelbar angrenzend nordöstlich von Waiblingen an der Buocher Höhe am Rand des Remstals.
Die Umgebung des Ortes wird durch die Landwirtschaft geprägt. Neben Streuobstwiesen und Obstanbau beherrscht der Weinbau die Landschaft, der in den Lagen Sommerhalde, Korber Kopf, Berg, Hörnle und Steingrüble angebaut wird.

### Gemeindegliederung

#### Korb
Zur Gemeinde Korb gehören die Dörfer Korb und Kleinheppach. Der Ort Steinreinach ist in Korb aufgegangen und wurde 1936 als Wohnplatz aufgehoben.

#### Kleinheppach

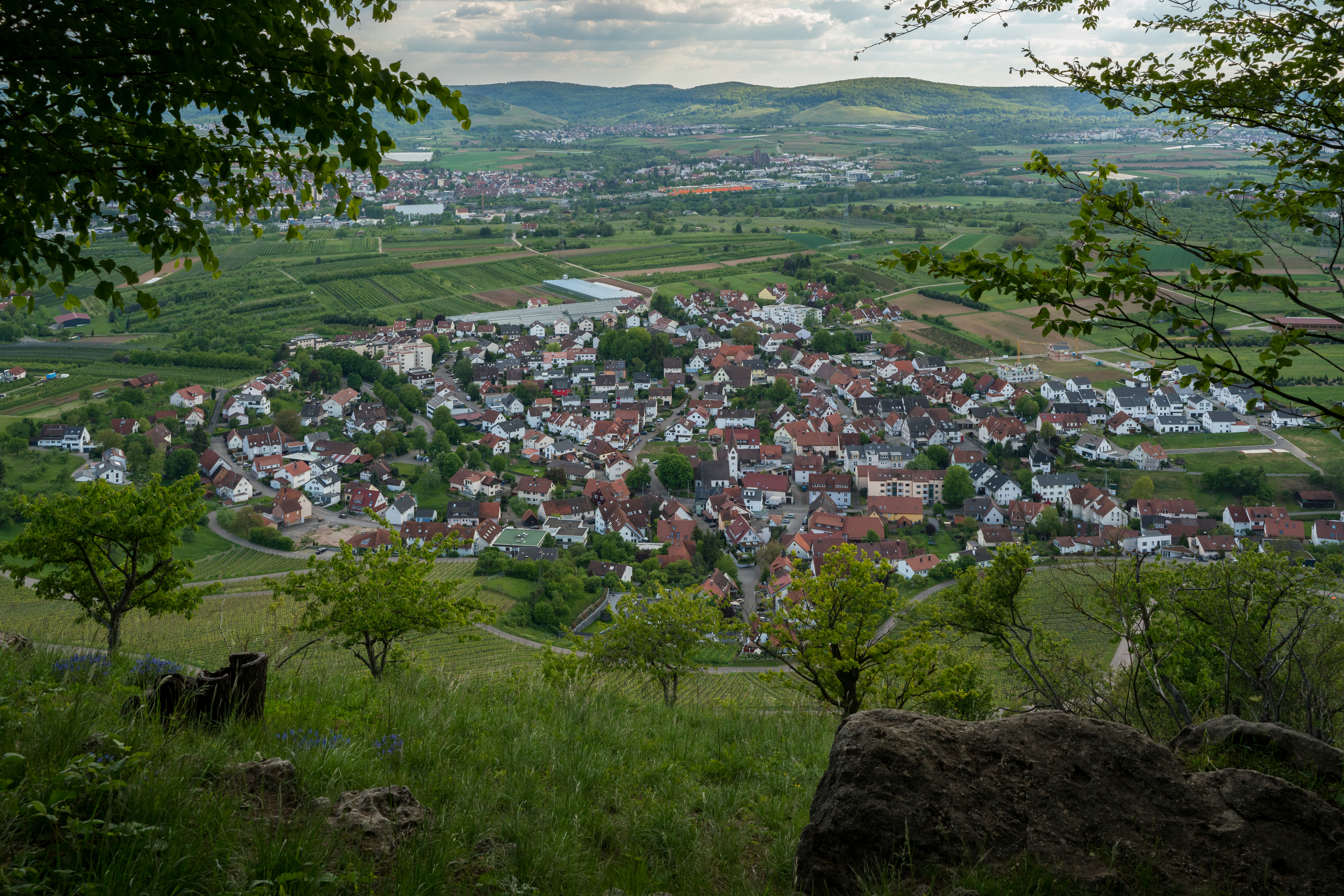
Blick auf Kleinheppach

Die ehemalige Gemeinde Kleinheppach wurde am 1. Januar 1972 nach Korb eingemeindet. Auf dem Gebiet des Ortsteils Kleinheppach liegt der abgegangene Ort Hofstatt. Der Ortsteil Kleinheppach bildet eine Ortschaft im Sinne der baden-württembergischen Gemeindeordnung mit eigenem Ortschaftsrat und Ortsvorsteher.

### Flächenaufteilung
Nach Daten des Statistischen Landesamtes, Stand 2014.

### Nachbarschaft: Wohnsiedlung „Korber Höhe“

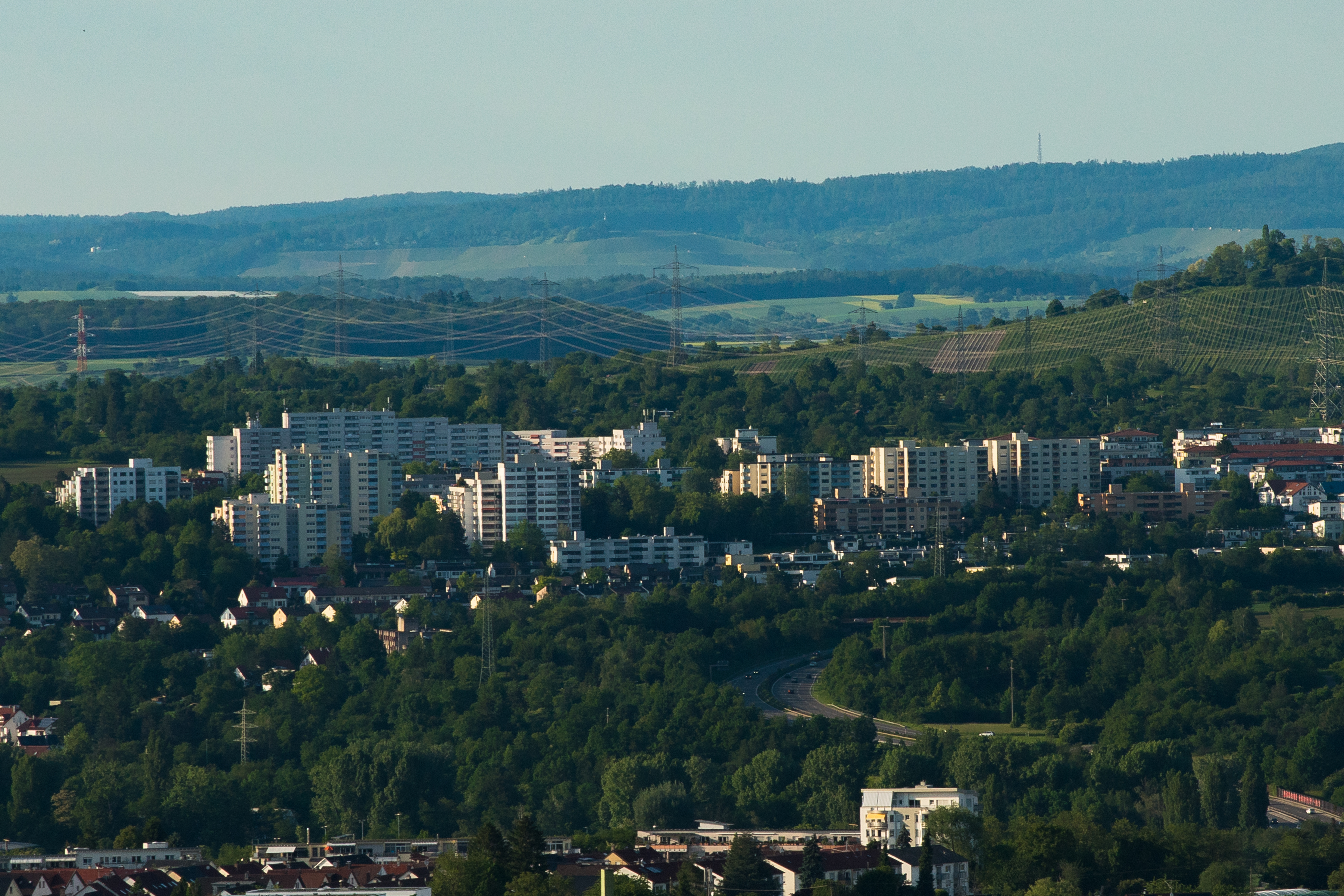
Korber Höhe von Kernen im Remstal aus gesehen

Die Hochhaus-Wohnsiedlung Korber Höhe befindet sich unmittelbar anschließend an das Korber Gemeindegebiet auf Gemarkung Waiblingen.

## Geschichte

### Ältere Geschichte

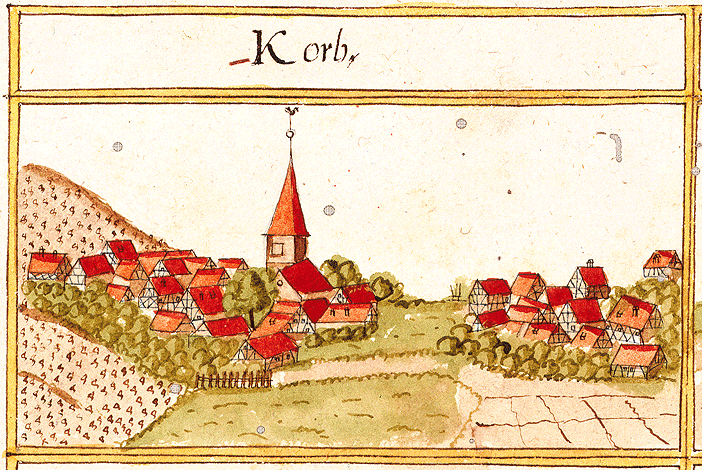
Korb 1686 im Kieserschen Forstlagerbuch

Die erste bisher bekannte urkundliche Erwähnung stammt aus dem Jahre 1270. In einer Esslinger Urkunde aus dem Jahre 1270 wird bezeugt, dass das Spital in Esslingen vom Konvent des Frauenklosters in Steinheim (Murr) Grundstücke in Korb erworben hat. Dass Korb und seine Umgebung mehrere zehntausend Jahre vorher schon besiedelt war, zeigen zahlreiche Funde, die im Steinzeitmuseum Korb-Kleinheppach ausgestellt sind. Steinzeitwerkzeuge der mittleren Altsteinzeit (vor ca. 50.000 Jahren), der jüngeren Altsteinzeit (vor ca. 20.000 Jahren), der Mittelsteinzeit, der älteren, mittleren und späten Jungsteinzeit u. a. mit Bandkeramik, Rössener Kultur und Schnurkeramikkultur (4500–2000 v. Chr.), sowie Funde aus der Bronzezeit (ca. 1700 v. Chr.) zeugen von uraltem Siedlungsland auf der Gemarkung von Korb und Kleinheppach.

### Mittelalter
Für die folgende Kelten- und Römerzeit fehlen direkte Funde aus Korb, dagegen liegen diese aus unmittelbarer Umgebung (Schurwald und Waiblingen) vor. Erst 1270 erscheint Korb in besagter Urkunde wieder. 1389 wird berichtet, dass der Esslinger Bürger Konrad Raiser das halbe Dorf besaß, das ihm Eberhard der Greiner aus dem Hause Wirtenberg streitig machte. 1494 lässt sich belegen, dass der ganze Ort und Steinreinach zu „Wirtenberg“ gehörte.

### Altwürttembergische Zeit
Der Bauernaufstand 1514 („Armer Konrad“) im Remstal und 1525 im ganzen Land ging auch an den Bewohnern Korbs nicht spurlos vorüber.
Während des Dreißigjährigen Krieges 1618–1648 herrschte große Not und teilweise war Korb aufgrund der Folgen, die sich aus der Niederlage in der Schlacht bei Nördlingen für Württemberg ergaben, total unbewohnt (1636–38). Viele Häuser wurden zerstört und mehrere dann abgebrochen, um in Waiblingen mit dem Abbruchmaterial neue Häuser aufzubauen. Einige wenige Familien aus Korb konnten sich durch zeitweilige Flucht retten, darunter die Familie Singer, die nach ihrer Rückkehr zur zahlreichsten Familie im Ort wurde. Stammvater aller heutigen Singer ist der 1573 geborene Esaias Singer.
Der Franzoseneinfall ins Remstal (1797) während des Pfälzischen Erbfolgekriegs brachte für Korb weiteres Leid mit sich.

### 19. und 20. Jahrhundert
Korb gehörte zum Amt Waiblingen, welches ab 1758 zum Oberamt Waiblingen erklärt wurde. An der Oberamtszugehörigkeit änderte sich auch nach der Gründung des Königreichs Württemberg 1806 nichts.
Über all die Jahrhunderte spielte der Wein bei der überwiegend bäuerlichen Bevölkerung eine große Rolle. Er bildete praktisch die Haupteinnahmequelle, war aber auch mit vielen Steuern belegt.
Erst die Industrialisierung um die Wende vom 19. ins 20. Jahrhundert, verbunden mit einem katastrophalen Reblausbefall, bei dem im Remstal alle Weinberge abgeräumt und die Reben verbrannt werden mussten, begründeten den Wandel von Korb zur heutigen Wohngemeinde mit ihrer guten Infrastruktur.
Die Verwaltungsreform während der NS-Zeit in Württemberg führte 1938 zur Zugehörigkeit zum Landkreis Waiblingen. 1945 fiel Korb in die Amerikanische Besatzungszone und gehörte somit zum neu gegründeten Land Württemberg-Baden, das 1952 im jetzigen Bundesland Baden-Württemberg aufging.

### Eingemeindung von Kleinheppach
Am 1. Januar 1972 wurde Kleinheppach eingemeindet.
Am 1. Januar 1973 erfolgte die Kreisreform in Baden-Württemberg, bei der Korb zum Rems-Murr-Kreis gelangte.

## Religionen
Seit Einführung der Reformation 1535 ist Korb evangelisch-lutherisch geprägt. Die Kirchengemeinde gehört zum Kirchenbezirk Waiblingen.
Seit 1966 gibt es die Katholische Kirche Sankt Johannes. Sie gehört zur Seelsorgeeinheit Remstaltor im Dekanat Rems-Murr.
Außerdem gibt es eine Gemeinde der Neuapostolischen Kirche in Korb.

## Politik

### Bürgermeister
Bürgermeister ist seit 1993 Jochen Müller (parteilos). Bei der Bürgermeisterwahl ohne Gegenkandidaten am 8. März 2009 wurde er mit 97,95 Prozent der abgegebenen gültigen Stimmen bei einer Wahlbeteiligung von lediglich 27,21 Prozent für eine dritte Amtszeit von acht Jahren bestätigt. Am 12. März 2017 wurde Müller mit 60,91 % der Stimmen für eine vierte Amtszeit bestätigt. Bei der Bürgermeisterwahl 2025 trat er nicht erneut an. Am 16. März 2025 wurde Markus Motschenbacher mit 62,1 Prozent der Stimmen zum Bürgermeister gewählt.

### Gemeinderat
Der Gemeinderat in Korb hat 18 Mitglieder. Die Kommunalwahl am 9. Juni 2024 führte zu folgendem Endergebnis. Der Gemeinderat besteht aus den gewählten ehrenamtlichen Gemeinderäten und dem Bürgermeister als Vorsitzendem. Der Bürgermeister ist im Gemeinderat stimmberechtigt.
| Parteien und Wählergemeinschaften | Parteien und Wählergemeinschaften                        | % 2024 | Sitze 2024 | % 2019 | Sitze 2019 | Kommunalwahl 2024 %50403020100 49,1 %31,7 %11,3 %7,8 % FBCDU/FWGrüneSPDGewinne und Verlusteim Vergleich zu 2019 %p 10 8 6 4 2 0 −2 −4 −6 −8−10+9,7 %p+2,8 %p−8,3 %p−4,4 %pFBCDU/FWGrüneSPD |
| FB                                | Korber Freie Bürger                                      | 49,1   | 9          | 39,4   | 7          | Kommunalwahl 2024 %50403020100 49,1 %31,7 %11,3 %7,8 % FBCDU/FWGrüneSPDGewinne und Verlusteim Vergleich zu 2019 %p 10 8 6 4 2 0 −2 −4 −6 −8−10+9,7 %p+2,8 %p−8,3 %p−4,4 %pFBCDU/FWGrüneSPD |
| CDU/FW                            | Christlich Demokratische Union Deutschlands/Freie Wähler | 31,7   | 6          | 28,9   | 5          | Kommunalwahl 2024 %50403020100 49,1 %31,7 %11,3 %7,8 % FBCDU/FWGrüneSPDGewinne und Verlusteim Vergleich zu 2019 %p 10 8 6 4 2 0 −2 −4 −6 −8−10+9,7 %p+2,8 %p−8,3 %p−4,4 %pFBCDU/FWGrüneSPD |
| GRÜNE                             | Bündnis 90/Die Grünen                                    | 11,3   | 2          | 19,6   | 4          | Kommunalwahl 2024 %50403020100 49,1 %31,7 %11,3 %7,8 % FBCDU/FWGrüneSPDGewinne und Verlusteim Vergleich zu 2019 %p 10 8 6 4 2 0 −2 −4 −6 −8−10+9,7 %p+2,8 %p−8,3 %p−4,4 %pFBCDU/FWGrüneSPD |
| SPD                               | Sozialdemokratische Partei Deutschlands                  | 7,8    | 1          | 12,20  | 2          | Kommunalwahl 2024 %50403020100 49,1 %31,7 %11,3 %7,8 % FBCDU/FWGrüneSPDGewinne und Verlusteim Vergleich zu 2019 %p 10 8 6 4 2 0 −2 −4 −6 −8−10+9,7 %p+2,8 %p−8,3 %p−4,4 %pFBCDU/FWGrüneSPD |
| gesamt                            | gesamt                                                   | 100,0  | 18         | 100,0  | 18         | Kommunalwahl 2024 %50403020100 49,1 %31,7 %11,3 %7,8 % FBCDU/FWGrüneSPDGewinne und Verlusteim Vergleich zu 2019 %p 10 8 6 4 2 0 −2 −4 −6 −8−10+9,7 %p+2,8 %p−8,3 %p−4,4 %pFBCDU/FWGrüneSPD |
| Wahlbeteiligung                   | Wahlbeteiligung                                          | 63,8 % | 63,8 %     | 62,9 % | 62,9 %     | Kommunalwahl 2024 %50403020100 49,1 %31,7 %11,3 %7,8 % FBCDU/FWGrüneSPDGewinne und Verlusteim Vergleich zu 2019 %p 10 8 6 4 2 0 −2 −4 −6 −8−10+9,7 %p+2,8 %p−8,3 %p−4,4 %pFBCDU/FWGrüneSPD |

### Wappen
Blasonierung: In gespaltenem Schild vorne in Gold eine blaue Traube, hinten in Blau ein goldener Bienenkorb, siehe Weinrebe (Heraldik) und Biene (Wappentier)#Bienenkorb. Das Wappen ist teilweise redend.

### Gemeindepartnerschaften
Seit 1974 unterhält Korb eine Gemeindepartnerschaft zu Matrei in Osttirol. 1989 kam eine Partnerschaft mit Mansle in Frankreich hinzu. Schließlich ist Korb seit 1991 mit Steinach in Thüringen verschwistert.

## Kultur und Sehenswürdigkeiten

### Württemberger Weinstraße
Korb liegt an der Württemberger Weinstraße, die an zahlreichen Sehenswürdigkeiten vorbeiführt.

### Remstal-Gartenschau 2019

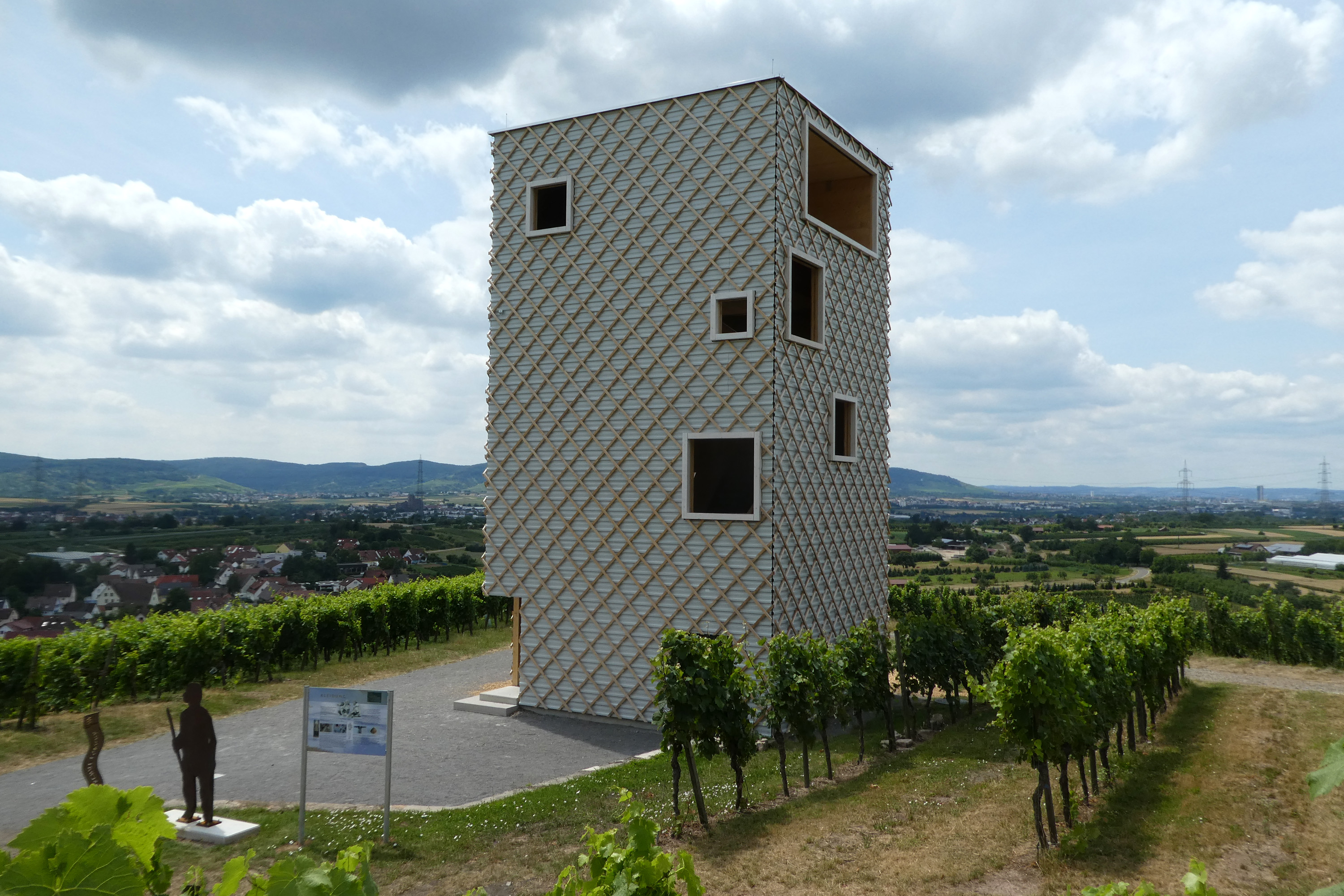
Aussichtsturm „Fernsehen in Korb“

Vom 10. Mai bis 20. Oktober 2019 fand im Remstal ein Grünprojekt des Landes Baden-Württemberg statt, an dem sich auch Korb beteiligt. Diese Remstal-Gartenschau 2019 gehört zu den „kleinen“ Gartenschauen, die sich jährlich mit den Landesgartenschauen abwechseln.
In diesem Zusammenhang wurden der Alfred-Leikam-Garten, die Parkanlage „Alter Friedhof“ und der Seeplatz Korb neu gestaltet. An den „16 Stationen“, dem Architekturprojekt der Gartenschau, beteiligte sich Korb mit dem  Aussichtsturm „Fernsehen in Korb“, der in einem Weinberg im Norden von Kleinheppach errichtet wurde.

### Theater
Etwa monatlich finden in der Gemeindehalle Gastspiele statt.

### Museen/Kunst
Im Ortsteil Kleinheppach wurde das oben erwähnte Steinzeitmuseum 2021 im neuen Dorfgemeinschaftshaus untergebracht. Es beherbergt eine der größten Privatsammlungen steinzeitlicher Funde in Baden-Württemberg. Seit September 2021 ist die neu konzipierte Ausstellung dort wieder für die Öffentlichkeit zugänglich. Das alte Rathaus, das die umfangreiche Sammlung Eugen Reinhards bisher zeigte, wurde 2018 abgerissen. An seiner Stelle steht jetzt das Dorfgemeinschaftshaus.
In der dortigen evangelischen Kirche mit Anfängen 1355 und dem Kirchenschiff von 1480 befinden sich Glasbilder von Hans Gottfried von Stockhausen.
Am Hanweiler Sattel beginnt der Rundgang der jährlich wechselnden Freiluftausstellung „Köpfe am Korber Kopf“.

### Bauwerke

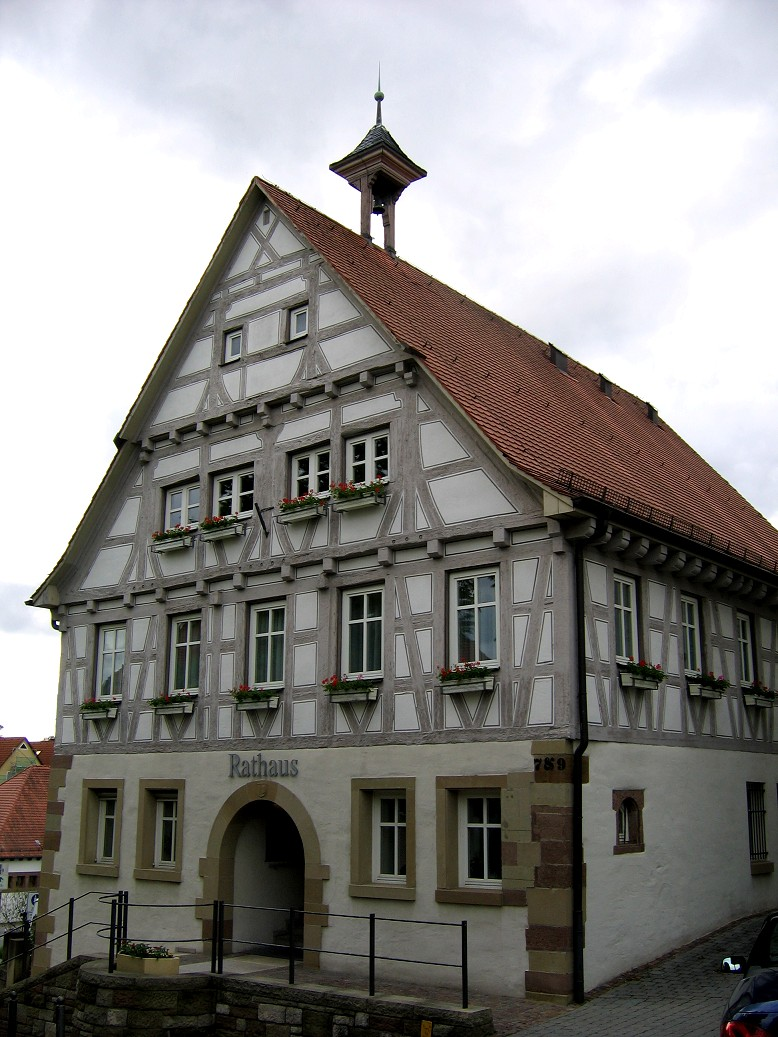
Altes Rathaus

Der historische Ortskern ist geprägt durch die evangelische Kirche von 1832, erbaut von dem Architekten Karl Marcell Heigelin, von deren Vorgängerbau von 1500 der Turm übernommen worden ist. Dieser hatte nach dem zweiten Brand 1707 seinen heutigen barocken Abschluss erhalten. Fast gegenüber steht das Alte Rathaus. Das aus dem 14. Jahrhundert stammende ehemalige Haus am Burlingsplatz wurde 1656 zum Rathaus bestimmt und dient auch heute noch einem Teil der Gemeindeverwaltung. 1951 war das Fachwerk freigelegt worden. Wenig entfernt liegt der Kelterplatz mit dem historischen Weingärtnerhaus und der Alten Kelter.

### Naturdenkmäler
Über den Weinbergen von Korb befinden sich die drei Berge Korber Kopf (456,8 m) mit Berghäusle, Kleinheppacher Kopf und Hörnleskopf, die auch über Wanderwege erschlossen sind. Weiterhin wurde in den Weinbergen von Korb ein geologischer Lehrpfad angelegt. Im Tal nach Schwaikheim wurde ein Obstbaumlehrpfad im Dornhau zum Thema Streuobstwiesen aufgebaut.

### Sport
Überregional bekannt ist der SC Korb, dessen Handballfrauen 2015 in die 3. Handball-Liga aufstiegen.
Seit 2012 findet auf der einzigen, offiziellen Downhill-Strecke im Rems-Murr-Kreis ein MTB-Rennen statt. Bis 2022 wurde dies durch die Radsportabteilung des SC Korb veranstaltet. Nach Übernahme der Strecke 2023 durch den Mountainbike-Verein Shape and Ride, wurde die Veranstaltung 2024 in einem geänderten Modus weitergeführt.

## Wirtschaft und Infrastruktur

### Weinbau
Korb ist eine Weinbaugemeinde, deren Lagen zur Großlage Kopf im Bereich Remstal-Stuttgart des Weinbaugebietes Württemberg gehören.

### Verkehr
Korb wird durch die Bundesstraße 14 (Stockach – Stuttgart – Waiblingen – Winnenden – Backnang – Schwäbisch Hall – Nürnberg – Waidhaus) an das überregionale Straßennetz angebunden. Nach Korb gelangt man über die Anschlussstelle Waiblingen-Nord/Korb. Aus Norden kommend wird zur Gemeinde Korb meist über die Anschlussstelle Mundelsheim der A 81, weiter über die L 1115 nach Backnang und dann über die B 14 gefahren.
Über den Hanweiler Sattel ist sie durch eine kurvenreiche Nebenstraße direkt mit Winnenden verbunden.
Buslinien, die häufig verkehren, verbinden Korb mit dem Bahnhof Waiblingen, sowie über Kleinheppach mit dem Bahnhof Endersbach der Stadt Weinstadt.
Der Württemberger Weinradweg führt durch Korb. Er beginnt in Rottenburg am Neckar und führt nach Niederstetten. Er verläuft dabei von Weinstadt (Strümpfelbach, Beutelsbach und Geradstetten) nach Korb und weiter in die Waiblinger Talaue.

### Ansässige Unternehmen
In Korb befinden sich mehrere Gewerbebetriebe, die zu einem relativ hohen Aufkommen an Gewerbesteuer beitragen. Überregional bekannt ist der Klett-Schulbuch-Verlag, der hier sein Produktionsgebäude hat.

### Bildung
In Korb gibt es eine Gemeinschaftsschule mit drei Standorten:
- Standort Brucknerstraße (heute Sekundarstufe, ehemals „Keplerschule“)
- Standort Urbanstraße (heute Primarstufe, ehemals „Urbanschule“)
- Standort Endersbacher Straße (Primarstufe in Kleinheppach)

Die Gemeinschaftsschule Korb ist eine der ersten Schulen in Baden-Württemberg, die ab 2012 zur Gemeinschaftsschule wurden.
Für die jüngsten Einwohner gibt es zwei kommunale Kinderhäuser mit Ganztagesbetreuung, drei evangelisch-lutherische und einen römisch-katholischen Kindergarten. Der private Verein Korber Windelflitzer bietet zudem eine Betreuung für Krippenkinder an. An der Keplerschule wird eine Hortbetreuung nach dem Unterricht bis 17 Uhr für Schulkinder angeboten.
Die Volkshochschule Unteres Remstal e. V. hat eine Zweigstelle in Korb.

## Sagen
Zwischen Korb und Hanweiler liegt die Flur Jammeracker. In früheren Zeiten wurden auf dem Acker immer wieder Hufeisen, Degen und andere Waffen gefunden. Ältere Einwohner Korbs kennen noch die Sage, dass auf dem Jammeracker während des Dreißigjährigen Krieges eine Schlacht stattgefunden haben soll, wobei auch viele Menschen der Umgebung ihr Leben verloren hätten.

## Söhne und Töchter der Gemeinde

### Ehrenbürger
- 1899: Johann Gottlob Beck (1849–1937), Glockenstifter
- 1932: Carl Ludwig Schaefer (1865–1946), langjähriger Gemeindepfleger und Gemeinderat
- 1958: Eugen Ruoff (1896–1988), Förderer von Kindergärten, Schulen, Wasserversorgung und Altenbetreuung
- 1969: Karl Schuck (1904–1975), Bürgermeister von Korb von 1933 bis 1945 und von 1954 bis 1969
- 1969: Gottlob Ernst (1894–1975), Rektor der Korber Schule und Verfasser der Korber Chronik

- 1974: Eugen Reinhard (1900–1991), Heimatforscher und Sammler steinzeitlicher Funde, ausgestellt im Steinzeitmuseum Korb-Kleinheppach.[18]
- 2005: Hansgeorg Müller (* 1935), Bürgermeister von Korb von 1969 bis 1993

### Söhne und Töchter der Gemeinde
- Johann Wilhelm Mannhardt (1760–1831), Theologe und Kirchenlieddichter
- Jakob Friedrich Weishaar (1775–1834), Präsident der Abgeordnetenkammer des württembergischen Landtages
- Friedrich Hehr (1879–1952), Scharfrichter in der Zeit des Nationalsozialismus
- Alfred Leikam (1915–1992), Gerechter unter den Völkern und 1945 Bürgermeister von Korb
- Marco Fritz (* 1977), Schiedsrichter der Fußball-Bundesliga

### Mit der Gemeinde verbundene Personen
- Axel Arndt (1941–1998), Maler
- Guido Messer (* 1941), Bildhauer
- Cacau (* 1981), Fußballspieler
- Hansi Müller (* 1957), Fußballspieler